# Petrell de Murphy
El petrell de Murphy (Pterodroma ultima) és un ocell marí de la família dels procel·làrids (Procellariidae), d'hàbits pelàgics, que cria a les illes Pitcairn, l'arxipèlag de Tuamotu i illes Australs i es dispersa pel Pacífic subtropical central.